# Tritaxys milias
Tritaxys milias là một loài ruồi trong họ Tachinidae.